# Швабрин
Алексей Иванович Швабрин — персонаж исторического романа Александра Пушкина «Капитанская дочка» (1836), офицер, перешедший на сторону Емельяна Пугачёва после падения Белогорской крепости. Появляется в ряде экранизаций.

## Роль в сюжете
До начала действия романа Швабрин служил в гвардии. За убийство сослуживца на дуэли его отправили в Белогорскую крепость, причём известно, что это произошло более чем за четыре года до появления там главного героя, Петра Гринёва. Швабрин влюбился в дочь коменданта Машу Миронову, но та его отвергла. Он описывается от лица Гринёва как молодой человек «невысокого роста, с лицом смуглым и отменно некрасивым, но чрезвычайно живым, с чёрными как смоль волосами». Из-за Маши между героями происходит конфликт, Швабрин ранит Гринёва на дуэли. После падения Белогорской крепости он переходит на сторону Пугачёва, становится комендантом и использует свою власть, пытаясь заставить Машу выйти за него замуж. Гринёв, узнав об этом, обращается за помощью к Пугачёву, и тот приказывает Швабрину отпустить девушку.
Когда восстание подавляют, Швабрин оказывается в руках властей. Чтобы отомстить счастливому сопернику, он заявляет, что Гринёв был тайным агентом Пугачёва, но благодаря встрече Маши Мироновой с императрицей Екатериной II его ложь разоблачают. После этого Швабрин уже не появляется в повествовании.

## Создание образа
Изначально Пушкин хотел сделать офицера, перешедшего на сторону пугачёвцев, главным героем своего исторического романа. Прототипом этого персонажа стал Михаил Шванвич, который в 1773 году попал к Пугачёву в плен, присягнул ему на верность, после поражения был лишён чинов и дворянства и умер в сибирской ссылке. Позже Пушкин решил взять за основу судьбу Ивана Башарина, пленённого пугачёвцами при взятии Ильинской крепости и примкнувшего к ним только на время. Теперь героя высылают из гвардии в провинциальный гарнизон, он переходит на сторону восставших, чтобы спасти «комендантскую дочь». В следующем варианте романа у главного героя фамилия Валуев, он влюблён в Марию Горисову, дочь коменданта крепости капитана Горисова. Валуев избегает казни, Пугачёв отправляет его в Оренбург. В сохранившемся плане романа, который датируют временем после 28 октября 1834 года, впервые появляется новый вариант фамилии героя, Швабрин, который, правда, зачёркнут.
В окончательном тексте романа происходит разделение центрального образа на два. Оба влюблены в «капитанскую дочку», но один из них, Гринёв, ставший главным положительным героем, отказывается поддержать Пугачёва и в финале обретает счастье. Второй, Швабрин, становится отрицательным персонажем. Он присоединяется к пугачёвцам, чтобы спасти свою жизнь, преследует Марию Ивановну и клевещет на Гринёва. По мнению литературоведа Дмитрия Мирского, это «единственный у Пушкина негодяй».
Пушкинист Ю. Оксман считал, что образ Швабрина был нужен Пушкину только как «громоотвод, чтобы охранять от цензурно-полицейской грозы положительный образ» Гринёва. Однако большинство специалистов уверено, что появление этого персонажа связано с расширением исторических знаний Пушкина: писатель понял, что искренняя поддержка пугачёвщины со стороны русских дворян была невозможна, и поэтому он мог изобразить переход офицера на сторону повстанцев только как предательство.

## В экранизациях
Швабрин действует в ряде экранизаций «Капитанской дочки».
- 1928 — «Капитанская дочка» («Гвардии сержант»), режиссёр Юрий Тарич (СССР), в роли Швабрина Иван Клюквин;
- 1934 — «Волга в пламени», режиссёр Вячеслав Туржанский (Франция, Чехословакия), вместо Швабрина появляется Шалин в исполнении Реймона Руло;
- 1947 — «Капитанская дочка», режиссёр Марио Камерини (Италия), в роли Швабрина Витторио Гассман;
- 1958 — «Буря[итал.]» (Италия, Франция, Югославия), режиссёр Альберто Латтуада, в роли Швабрина Хельмут Дантине;
- 1958 — «Капитанская дочка», режиссёр Владимир Каплуновский (СССР), в роли Швабрина Вячеслав Шалевич;
- 1965 — «Капитанская дочка» (мини-сериал), режиссёр — Леонардо Кортезе (Италия), в роли Гринёва Альдо Джуффре;
- 1976 — «Капитанская дочка», телеспектакль Павла Резникова (СССР), в роли Гринёва Леонид Филатов;
- 2000 — «Русский бунт», режиссёр Александр Прошкин (Россия), в роли Швабрина Сергей Маковецкий;
- 2012 — «Капитанская дочка» (мини-сериал, Италия), в роли Швабрина Примо Людовико Фремон.